# 贝鲁特中央区
33°54′01″N 35°30′06″E / 33.9003°N 35.5017°E
贝鲁特中央区是黎巴嫩首都贝鲁特的历史和地理核心区，金融，商业和行政中心。该区已有数千年历史，传统上一直是商业，金融，文化和休闲的焦点。
它坐落在城市的北部海岸，从城市的各个角落来此都很方便，主要道路从此通往城市的东，南，西边界，北部海岸线长约1.5 km（1 mi）。
贝鲁特中央区在黎巴嫩内战中遭到破坏，20世纪90年代，贝鲁特中央区经历了彻底的重建和发展计划，以恢复其在该地区的文化和经济地位。它的重建构成了当代城市最雄心勃勃的发展计划之一。
今天，位于贝鲁特中央区的有黎巴嫩国会、黎巴嫩政府总部、贝鲁特证券交易所、联合国地区办事处、国际劳工组织、联合国教科文组织和世界银行等。